# روبرت پاریش
روبرت پاریش (انگلیسی: Robert Parish؛ زادهٔ ۳۰ اوت ۱۹۵۳) یک بازیکن بسکتبال اهل ایالات متحده آمریکا است. 
از فیلم‌ها یا برنامه‌های تلویزیونی که وی در آن نقش داشته است می‌توان به انگیزه‌های درونی اشاره کرد.
از باشگاه‌هایی که در آن بازی کرده‌است می‌توان به بوستون سلتیکس، گلدن استیت واریرز، نیو اورلینز پلیکانز، و شیکاگو بولز اشاره کرد.